# خانه الفت اصفهانی
خانه الفت اصفهانی مربوط به اواخر دوره قاجار است و در اصفهان، خیابان نشاط، کوچه امامزاده احمد، بن‌بست الفت واقع شده و این اثر در تاریخ ۲۴ اسفند ۱۳۸۳ با شمارهٔ ثبت ۱۱۴۵۷ به‌عنوان یکی از آثار ملی ایران به ثبت رسیده است.